# Fusina
Fusina ist ein Ortsteil von Venedig, der sich auf dem Festland befindet und zu Marghera gehört. Gegründet wurde die Ansiedlung an der einstigen Mündung des Brenta in die Lagune von Venedig. Dieser Fluss wurde jedoch mehrfach verlegt, heute liegt Fusina am Naviglio di Brenta, einem Seitenarm des Brenta.
Mehrere Jahrhunderte lang war der Ort nicht nur Teil des befestigten Randes der Lagune mit seinen Zollstellen, die die Republik Venedig dort unterhielt, sondern auch Schwerpunkt technologischer Versuche mit mechanischen und hydraulischen Anlagen, sei es für den überaus wichtigen Wassertransport, sei es für die Hebung von Schiffen über Land, die durch die Umleitung des Brenta unumgänglich wurde. Die Integration Fusinas in die benachbarte Industriestadt Marghera scheiterte ebenso, wie der Plan, den Ort als Hochburg des Tourismus auszubauen.

## Name
Über die Herkunft des Namens wurde, wie so oft, ausgiebig spekuliert, etwa über die Ableitung von officum. Aller Wahrscheinlichkeit geht „Lizza Fusina“ jedoch auf das Venezianische zurück. Dort ist lizza gleichbedeutend mit Schlamm, während fusina mit Graben gleichzusetzen ist.

## Geschichte
Bei Fusina fanden sich Überreste eines römischen Hafens. Später erscheint der Ort unter den Namen Lixa oder Lizza Fusina in den Quellen.
1976 publizierte Ernesto Canal einen Artikel über frühe Zuckerverarbeitung, die er anhand von Funden, die er zusammen mit Freunden bei Fusina gemacht hatte, nachweisen konnte.

Karte mit den wichtigsten Wasserwegen

Die Siedlung mit ihrem kleinen Hafen, von dem seit langer Zeit eine Schiffsverbindung in das heutige historische Zentrum Venedigs bestand, die auch heute noch betrieben wird, war lange Zeit vom Lauf des Brenta abhängig. Dieser gewährleistete die Bootsverbindung ins Hinterland, und damit den Handel in größerem Maßstab. Zudem empfingen die Honoratioren der Stadt, einschließlich des Dogen, dort vielfach Gesandte und auswärtige Potentaten, um sie über die Lagune in die Kernstadt zu geleiten. Unter dem Dogen Giovanni Dolfin wurde der Ort 1191 erstmals in den Quellen erscheinende Ort im 14. Jahrhundert zur Festung ausgebaut. Dort befand sich möglicherweise eine Art Hospiz, das das seinerzeitige Hospiz San Leone ersetzen sollte. Auch das Kloster Sant’Ilario hatte dort Interessen, denn 1452 erhielt es von Papst Nikolaus V. das Recht, einige der dortigen Güter zu veräußern.
Überlegungen zur Verlegung des Brenta kamen auf, weil er große Mengen an Sedimenten mit sich führte, die zur Verschlammung des Hafens und der umgebenden Lagune führten. 1327 begannen daher die Arbeiten für eine erste Umleitung kurz vor der Mündung des Flusses bei Fusina, 1360 wurde die Mündung bei Fusina jedoch wiederhergestellt. 1368 wurde sie ins Bacino di Malamocco verlegt, 1437 hingegen wurde die Mündung bei Fusina wieder geöffnet, was schon im folgenden Jahr wieder rückgängig gemacht wurde. 1507 verlegte man die Mündung noch weiter südwärts, nunmehr ins Bacino di Chioggia. 1550 mündete der Brenta erstmals außerhalb der Lagune nahe Chioggia in die Adria.
Wie Carlo Gozzi in einem Brief vom 5. August 1785 berichtet, war Fusina für die Kontrolle über den Zugang zur Lagune wichtig, da hier die Überprüfung der Passagiere stattfand. Dabei beklagte er sich über die Durchsuchung des Gepäcks und die Unzahl von spie und sbirri in „Fucina“. Schon Giovan Battista Fagiuoli beklagte 1733 die Dreistigkeit, mit der Passagiere gedemütigt und ausgeplündert wurden.

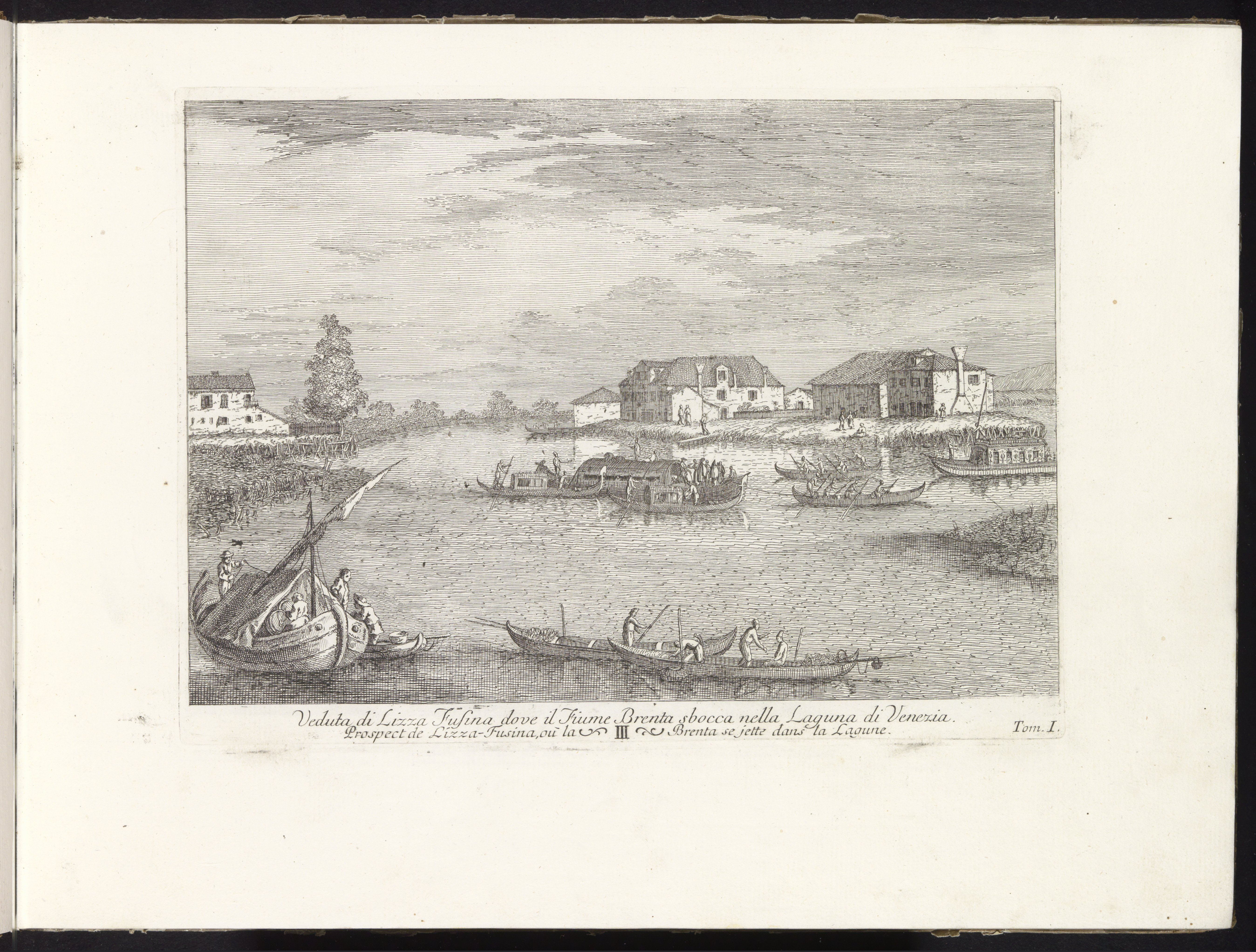
Darstellung von Lizza Fusina, Mitte 18. Jahrhundert

Antonio Marini, ein aus Frankreich, genauer Grenoble stammender Ingenieur, der 1440 nach Venedig kam, hatte eine Maschine errichten lassen, mit der das Heben der Boote vereinfacht wurde. Obwohl als Betrüger entlarvt, gestattete ihm der Senat 1444 den Bau von 24 Getreidemühlen ‚ohne Wasser‘ („sine aqua“), 1446 einen Patentschutz über 20 Jahre für eine Maschine zum Ausheben der Kanäle, ohne dass diese trockengelegt werden mussten. Vor allem aber war es der carro di Lizzafusina, der „Karren“ von Fusina, der es gestattete, ein Bootshebeverfahren anzuwenden, eine Art traghetto für Boote. Dieser wurde notwendig, da man nicht mehr vom Brenta direkt in die Lagune fahren konnte, dessen Sedimente ja gerade nicht mehr dorthin gelangen sollten. Der Brenta bog demzufolge in einem Winkel von rund 90° südwärts ab, nämlich in den Resta de Aio, während die Boote über eine kleine Landzunge gehoben und gezogen werden mussten, um dahinter wieder ins Wasser gelassen zu werden, von wo sie ihre Reise in die Lagune fortsetzen konnten.
1460 eignete sich der Staat das Patent und das technische Bauwerk von dem mittlerweile Verschollenen an, und verpachtete es für über 300 Dukaten pro Jahr. Für jede Barke konnte eine Abgabe von 4 Soldi erhoben werden. Bei einem Wertverhältnis zwischen Dukaten und Soldo von 1:20 lässt sich die Zahl der (mindestens) avisierten Boote errechnen. Mit hydraulischen und mechanischen Geräten entstand ein regelrechter Wettbewerb um immer bessere Lösungen, so dass Lizzafusina geradezu zu einem ‚Laboratorium technologischer Forschung‘ wurde, wie Luca Molà formulierte. Mit großem Aufwand wurde eine Art Schleusensystem, die Chiuse di Moranzan wenig westlich von Fusina gebaut. Auch dort konnten Zölle erhoben werden, etwa auf Wein. So entstand bald eine Casa del Dazio, ein Zollhaus. Dort konnte nicht nur der überwiegende Teil des Süßwassers nach Venedig transportiert werden, sondern sogar daraus gewonnenes Eis. Von dem dort herrschenden Trubel berichtete unter anderen Reisenden auch Carlo Goldoni und Giacomo Casanova.
Wie aus dem Visitationsbericht des Bischofs von Treviso aus dem Jahr 1578 hervorgeht, war der Ort zu dieser Zeit stark vernachlässigt. Er war durch eine einfache Mauer von der besagten Vorrichtung getrennt. Antonio Marinis Maschine wurde schließlich abgerissen, da sie durch den Bau der Schleusen von Mira Porte und des so genannten Ponte del Vaso von Dolo, der zwischen 1604 und 1612 vor der Fertigstellung des Taglio Nuovissimo del Brenta erfolgte, unbrauchbar geworden war.
Schließlich wurde der Fluss 1840 wieder in die Lagune bei Chioggia geleitet. 1896 entstand dann die heutige Mündung bei Brondolo. Bis 1926 gehörte Fusina zu Mira, von da an zu Venedig. Von 1885 bis 1954 erreichte man den Ort auch per Bahn, nämlich auf der Tranvia Padova-Malcontenta-Fusina. Das Projekt der Ausweitung Margheras mit seiner petrochemischen Industrie nach Süden wurde aufgegeben, nachdem 1966 die bis dahin heftigste Überschwemmung gezeigt hatte, wie zerstörerisch der Umgang mit der Lagune sein konnte. Seither sind erhebliche Teile des Gebiets renaturiert worden.

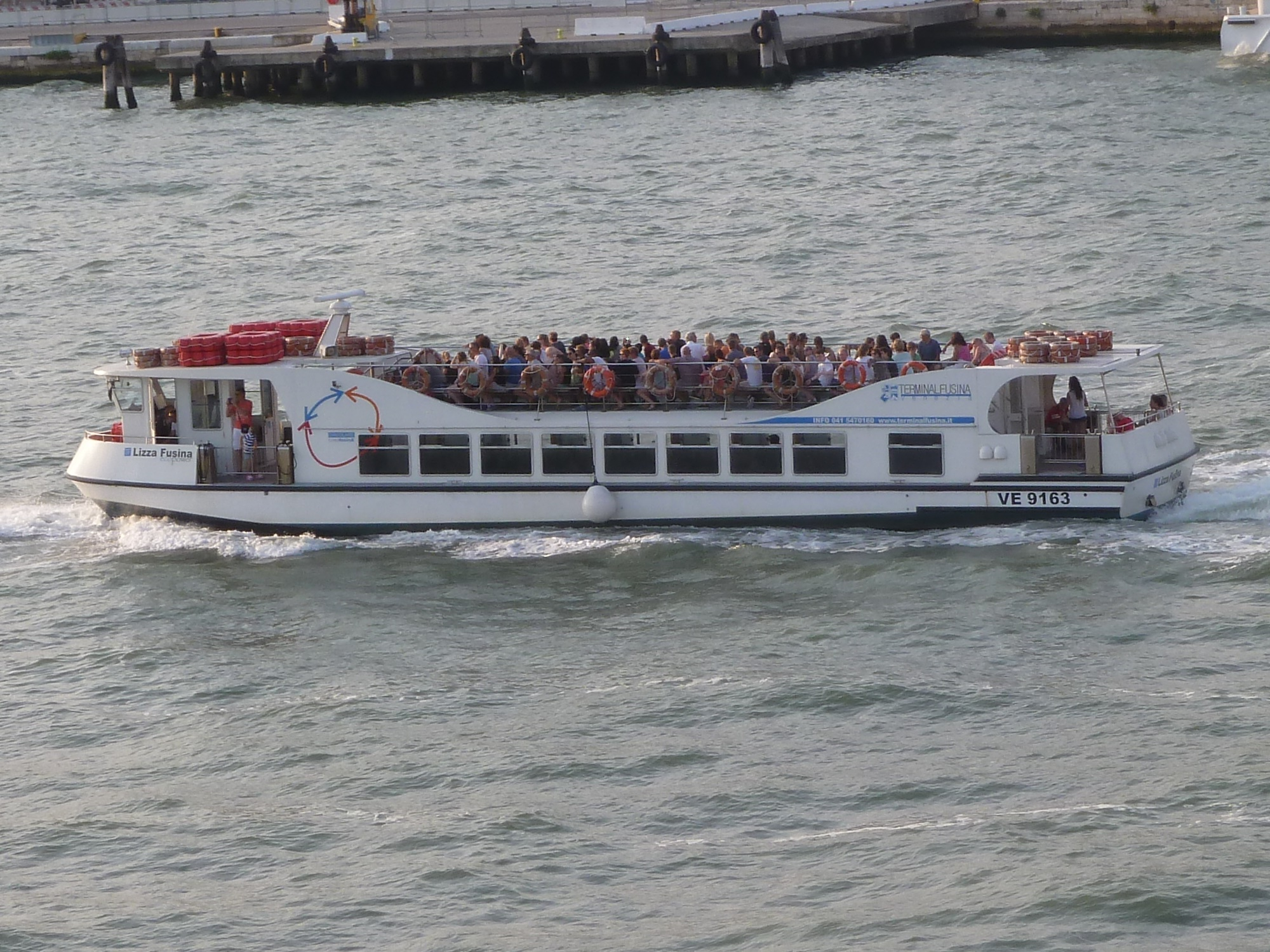
Die Lizza Fusina, die Fusina mit den Zattere in Venedig verbindet, aber auch mit Alberoni und Pellestrina

Ab 1957 wurden Vorbereitungen getroffen, das Gebiet für den einsetzenden Massentourismus zu nutzen. In diesem Jahr erhielt Carlo Scarpa den Auftrag für den Bau eines ausgedehnten Campingplatzes namens Camping Fusina, zudem entstand ein großer Parkplatz. Ähnlich wie die anderen Gebäude, die zu besagtem Zweck geplant waren oder begonnen wurden, so befinden sich die inzwischen aufgegebenen Bauwerke heute in weitgehendem Verfall.